# 特雷维瓦尔多会教堂

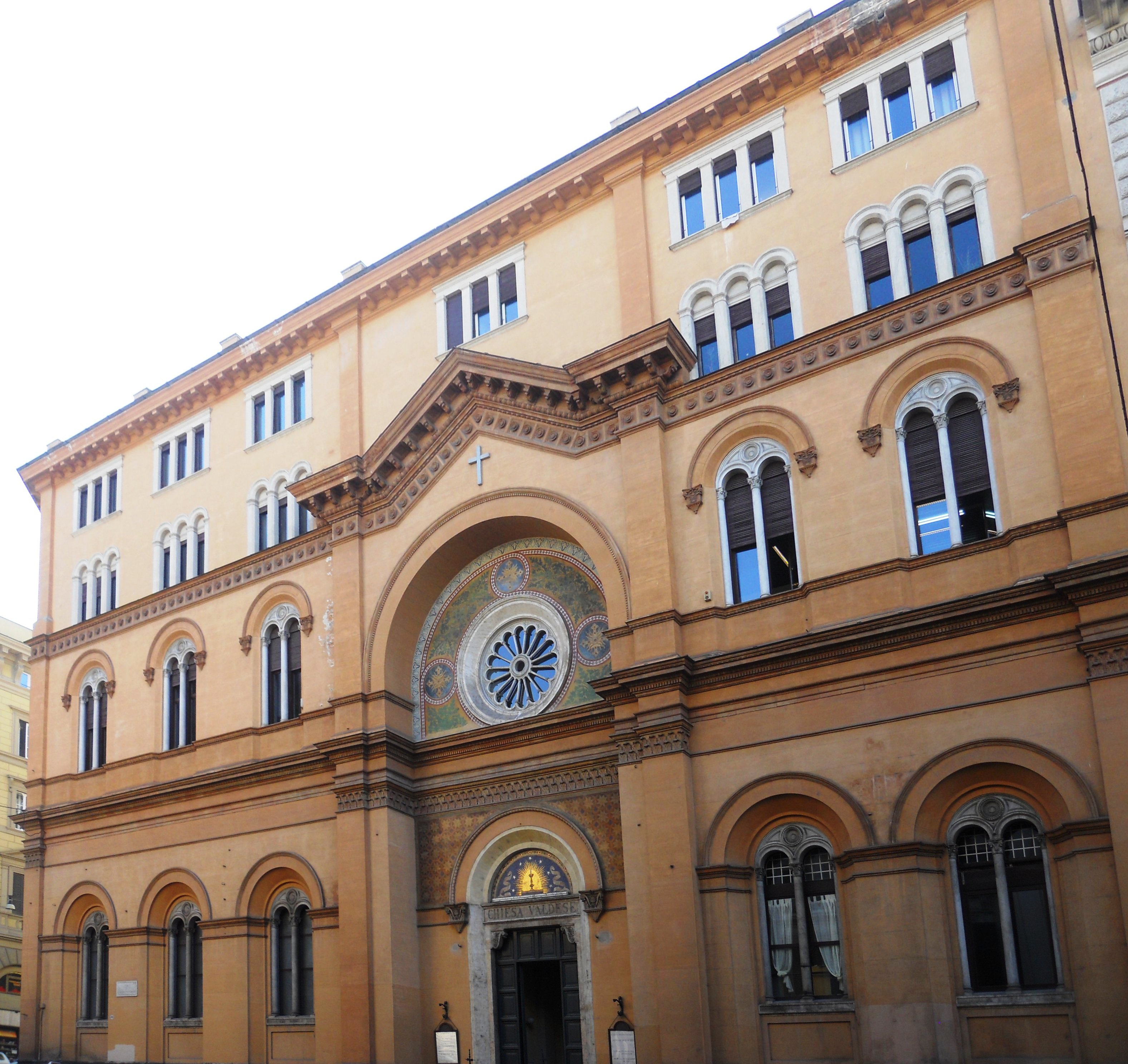

特雷维瓦尔多会教堂（Chiesa evangelica valdese in Trevi）是一座新教瓦尔多会教堂，位于意大利罗马特雷维区的十一月四日街（via Quattro Novembre），介于民族街与威尼斯广场之间。
在罗马另有一座普拉蒂瓦尔多会教堂，位于普拉蒂区的加富尔广场。

## 历史
该堂建于19世纪下半叶，是罗马第一座瓦尔多会教堂。
该堂由建筑师 Benedetto Andolfi 设计，建于1883年至1884年。

## 建筑

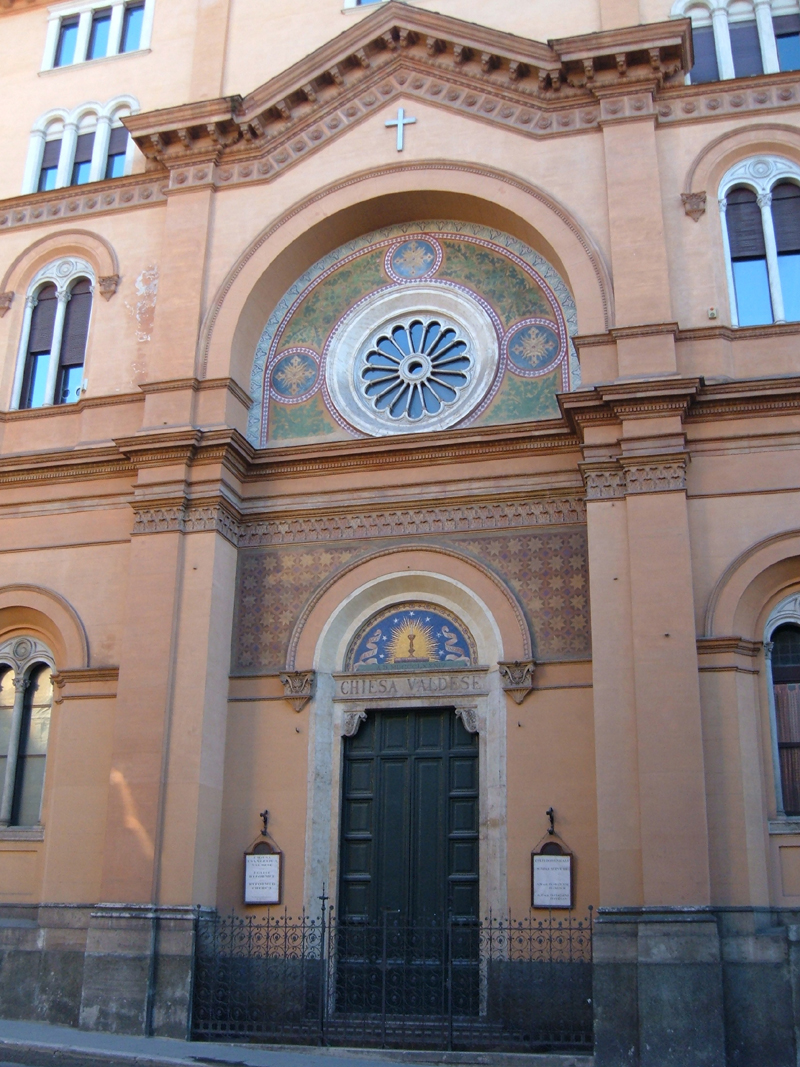

该堂外观为新罗马风风格，内部为新文艺复兴风格。